# Баргаза
Баргаза́ або Баргада́ — район (кумарка) Каталонії. Столиця району — м. Берга (кат. Berga). Входить до Провінції Барселона, за новим адміністративно-територіальним поділом Каталонії входитиме до баґірії Центральна Каталонія.

## Фото

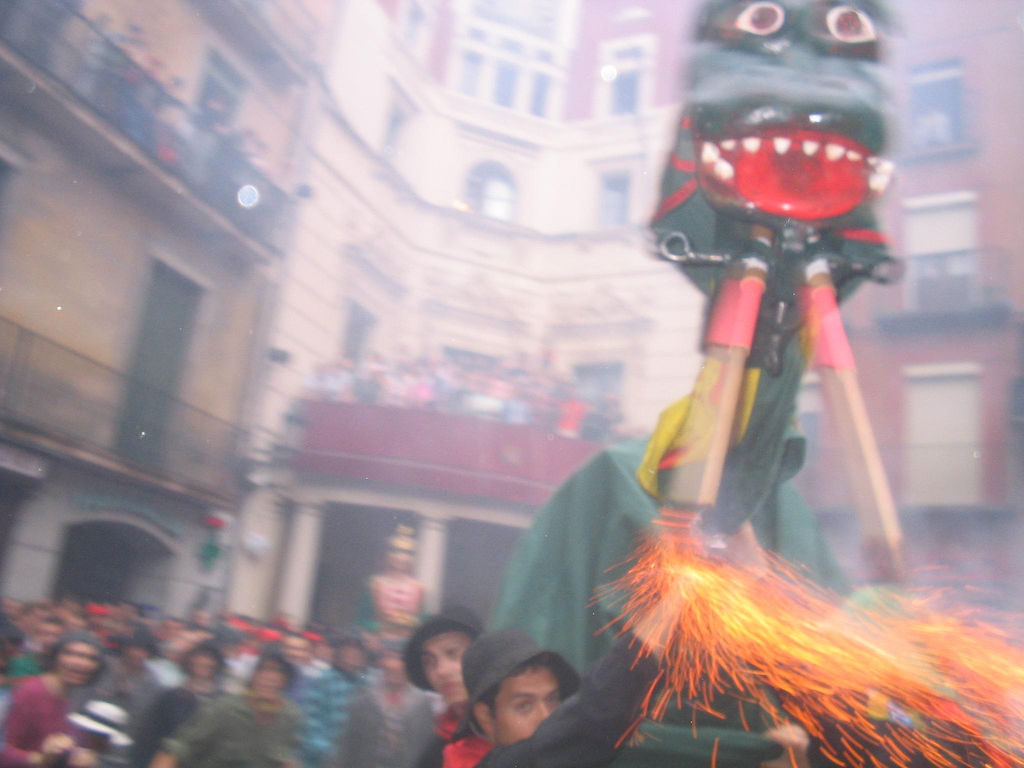
Свято Патум да Берга у місті Берга
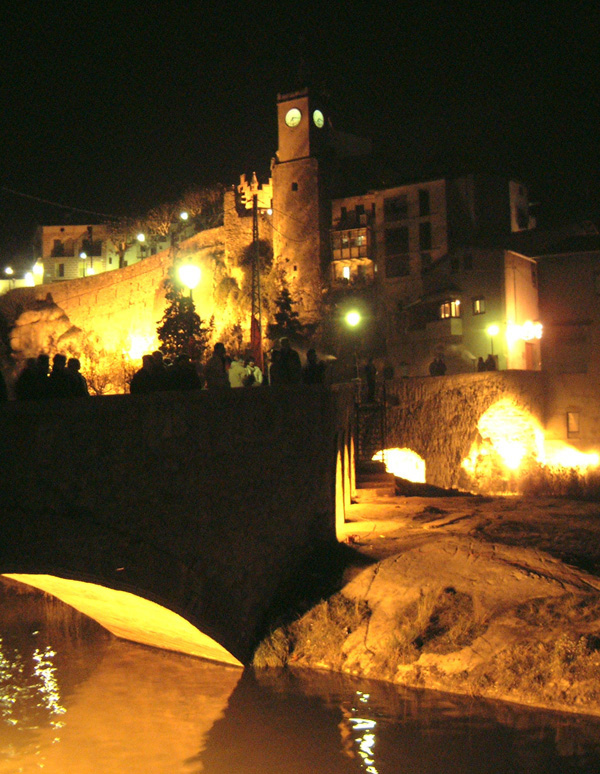
Муніципалітет Жирунеля

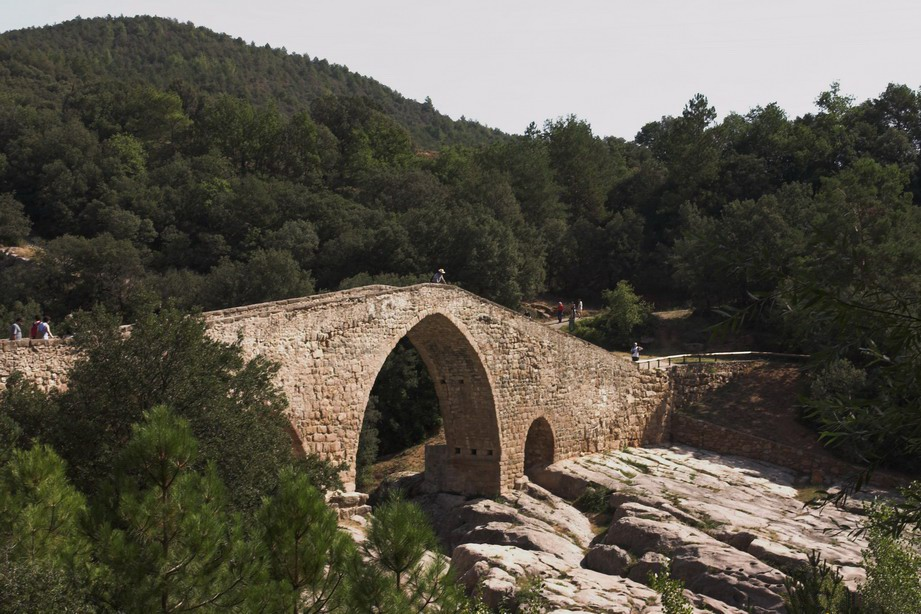
Міст Падрет
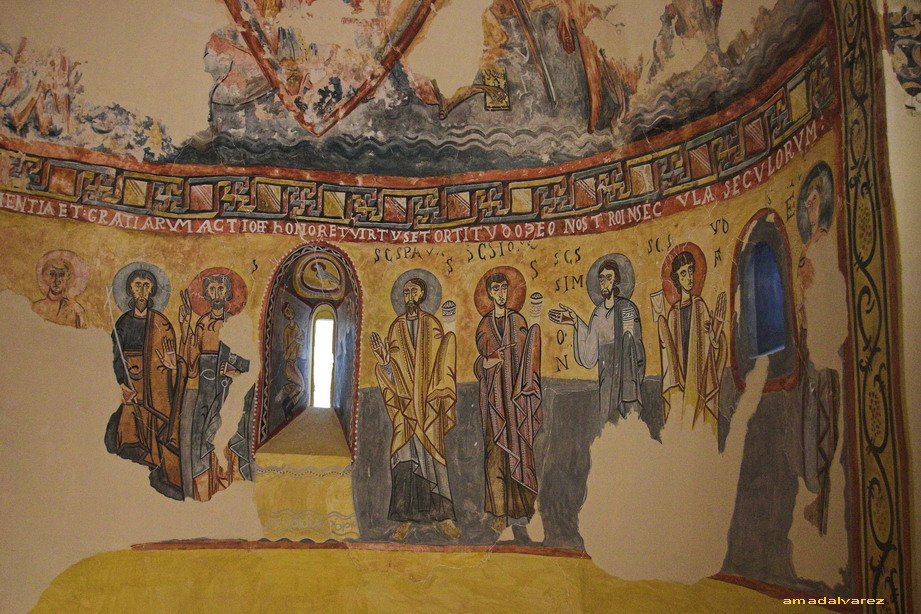
У церкві Сан Бісенс да Рус

## Муніципалітети
- Абія (кат. Avià) — населення 2.108 осіб;
- Бага (кат. Bagà) — населення 2.248 осіб;
- Бальсебра (кат. Vallcebre) — населення 269 осіб;
- Берга (кат. Berga) — населення 16.596 осіб;
- Бібе-і-Сарратеш (кат. Viver i Serrateix) — населення 192 особи;
- Білаза (кат. Vilada) — населення 519 осіб;
- Бурраза (кат. Borredà) — населення 571 особа;
- Гозул (кат. Gósol) — населення 223 особи;
- Гуардіола-да-Баргаза (кат. Guardiola de Berguedà) — населення 948 осіб;
- Жирунеля (кат. Gironella) — населення 4.844 особи;
- Жискларень (кат. Gisclareny) — населення 34 особи;
- Капулат (кат. Capolat) — населення 81 особа;
- Касеррас (кат. Casserres) — населення 1.599 осіб;
- Касталя-дал-Ріу (кат. Castellar del Riu) — населення 143 особи;
- Касталя-да-н'Уг (кат. Castellar de n'Hug) — населення 221 особа;
- Кастель-да-л'Арень (кат. Castell de l'Areny) — населення 76 осіб;
- Ла-Кор (кат. Quar, la) — населення 61 особа;
- Ла-Ноу-да-Баргаза (кат. Nou de Berguedà, la) — населення 149 осіб;
- Ла-Побла-да-Лільєт (кат. Pobla de Lillet, la) — населення 1.322 особи;
- л'Аспуньйола (кат. Espunyola, l') — населення 260 осіб;
- Монкла (кат. Montclar) — населення 119 осіб;
- Муммажо (кат. Montmajor) — населення 478 осіб;
- Пуч-реч (кат. Puig-reig) — населення 4.238 осіб;
- Сагас (кат. Sagàs) — населення 135 осіб;
- Салдас (кат. Saldes) — населення 336 осіб;
- Сан-Жаума-да-Фрунтанья (кат. Sant Jaume de Frontanyà) — населення 30 осіб;
- Санта-Марія-да-Марлес (кат. Santa Maria de Merlès) — населення 151 особа;
- Сан-Жулія-да-Сарданьола (кат. Sant Julià de Cerdanyola) — населення 255 осіб;
- Серкс (кат. Cercs) — населення 1.331 особа;
- Улбан (кат. Olvan) — населення 893 особи;
- Фігулс (кат. Fígols) — населення 49 осіб.